# Jean Le Mayeur
Adrien-Jean Le Mayeur de Merprès, dit Jean Le Mayeur, né le 9 février 1880 à Bruxelles et mort le 31 mai 1958  à Bruxelles, est un peintre luministe belge qui a vécu et travaillé à Bali pendant les 26 dernières années de sa vie. Il est le fils d'Adrien Le Mayeur.

## Biographie
Jean Le Mayeur est le plus jeune fils du peintre Adrien Le Mayeur.
Il étudie l'architecture et le génie civil à l'Université libre de Bruxelles et la peinture avec Ernest Blanc-Garin (1843-1916) et avec son père. Pendant la Première Guerre mondiale, il a travaillé comme peintre de l'armée et a photographié des champs de bataille.
Après la guerre, il se rend dans le sud de la France, au Maroc, en Tunisie, à Madagascar, en Inde, au Cambodge, à Tahiti et en Polynésie française.
En 1932, il arrive à Singaraja, ville indonésienne de Bali, par bateau. Là, il reste à Denpasar et a été fasciné par la culture balinaise, y compris le mode de vie traditionnel des Balinais, les rituels du temple et les danses locale. Il est également impressionné par la lumière, la couleur et la beauté des environs dans l'île alors préservée.

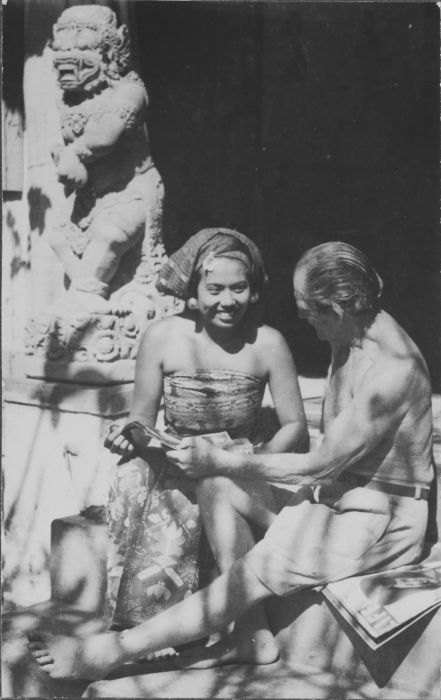
Jean Le Mayeur et son modèle Ni Pollok.

Le Mayeur loue une maison à Banjar Kelandis, Denpasar. Là, il a rencontré une danseuse de legong de 15 ans, Ni Nyoman Pollok, qui travaille pour lui comme modèle avec deux amis. Un certain nombre de portraits de Ni Pollok réalisés par Le Mayeur ont été exposés pour la première fois à Singapour en 1933. L'exposition a connu un grand succès et l'a fait mieux connaître. À son retour de Singapour, il achète un terrain sur la plage de Sanur et y construit une maison dans le style balinais traditionnel.
Après avoir travaillé ensemble pendant trois ans, Le Mayeur et Ni Pollok se marient en 1935. Lors de l'occupation japonaise des Indes néerlandaises pendant la Seconde Guerre mondiale, Jean Le Mayeur est assigné à résidence par les autorités japonaises. Cependant, il continue à peindre, en utilisant souvent des sacs de riz en toile de jute et d'autres matériaux non conventionnels.
En 1956, des années après la déclaration d'indépendance de l'Indonésie, le ministre indonésien de l'Éducation et de la Culture, Bahder Djohan, visite le domicile de Le Mayeur et Ni Pollok. Il est très impressionné par le travail de Le Mayeur et propose au couple que toute leur maison soit préservée en tant que musée. Le Mayeur accepte et travaille ensuite très dur pour élargir sa collection et améliorer la qualité de son travail.
Le rêve de Jean Le Mayeur se réalise quand un acte signé le 28 août 1957, par lequel il a fait don de tous ses biens, y compris le terrain et sa maison avec tout son contenu, à Ni Pollok. Parallèlement Ni Pollok a remis ce qu'elle hériterait de son mari au gouvernement indonésien pour l'utiliser comme musée.
En 1958 Le Mayeur a souffert d'un grave cancer de l'oreille et retourne en Belgique pour un traitement médical avec Ni Pollok. Après deux mois, il meurt le 31 mai 1958 à 78 ans ; il est enterré à Ixelles, Bruxelles. Ni Pollok retourne à Sanur pour s'occuper de la maison, devenue le Musée Le Mayeur. Elle vit jusqu'à sa mort le 18 juillet 1985.
Les peintures de Le Mayeur ont trouvé leur chemin dans de nombreuses collections, dont celles du président indonésien Soekarno et du Premier ministre indien Jawaharlal Nehru.
Le Mayeur et Ni Pollok étaient très accueillants. À la fin des années 1930, ils recevaient souvent des croisiéristes chez eux, où les seins nus, Ni Pollok et ses domestiques, leur servaient des boissons. Le gouvernement colonial a prévenu Le Mayeur que ce comportement immoral devait cesser, mais grâce aux bonnes relations de Le Mayeur, le couple a finalement été laissé tranquille.

## Musée Le Mayeur

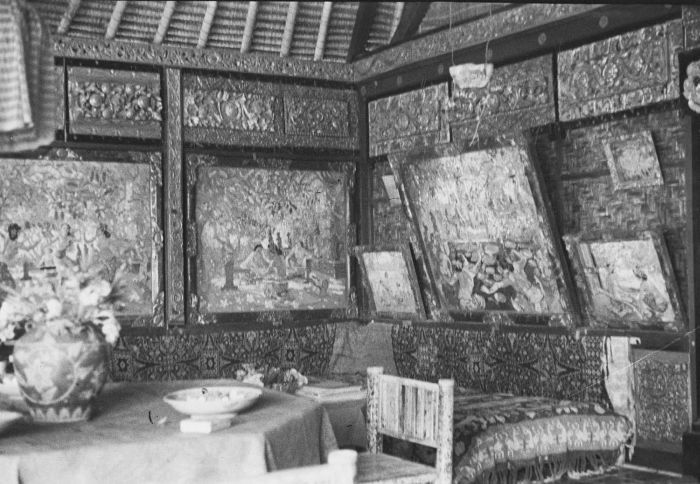
Musée Le Mayeur

La maison du Mayeur et Ni Pollok à Sanur, Bali, est conservée dans son état d'origine et est toujours un musée (Le Mayeur Museum).
Environ quatre-vingts œuvres de Le Mayeur sont exposées, ainsi que sa collection d'art traditionnel balinais et d'œuvres d'art locales.